# Ладижинська міська рада
Лади́жинська міська́ ра́да — адміністративно-територіальна одиниця та орган місцевого самоврядування у Вінницькій області з адміністративним центром у місті Ладижині, що має статус міста обласного значення.

## Загальні відомості
- Територія ради: 90 км²
- Населення ради: 23 983 особи (станом на 1 вересня 2015 року)[1]
- Водоймища на території, підпорядкованій даній раді: річка Південний Буг.

## Населені пункти
Міській раді підпорядковані населені пункти:
- м. Ладижин
- с. Лукашівка
- с-ще Губник
- с-ще Ружицьке

## Склад ради
Рада складається з 26 депутатів та голови.
- Голова ради: Коломєйцев Валерій Іванович
- Секретар ради: Бучко Людмила Дмитрівна

### Керівний склад попередніх скликань
| Прізвище, ім'я, по батькові | Основні відомості                                                                                 | Дата обрання | Дата звільнення |
| --------------------------- | ------------------------------------------------------------------------------------------------- | ------------ | --------------- |
| Коломєйцев Валерій Іванович | Міський голова, 1952 року народження, освіта вища, член Народно-демократичної партії              | 26.03.2006   | 31.10.2010      |
| Коломєйцев Валерій Іванович | Міський голова, 1952 року народження, освіта вища, член Партії регіонів                           | 31.10.2010   | 24.02.2014      |
| Коломєйцев Валерій Іванович | Міський голова, 1952 року народження, освіта вища, безпартійний, пенсіонер                        | 25.05.2014   | 25.10.2015      |
| Коломєйцев Валерій Іванович | Міський голова, 1952 року народження, освіта вища, безпартійний, від політичної партії «Наш край» | 25.10.2015   |                 |

Примітка: таблиця складена за даними сайту Верховної Ради України та ЦВК

### Депутати VII скликання
За результатами місцевих виборів 2015 року депутатами ради стали:

#### За суб'єктами висування
| Суб'єкт висування                                          | Кількість обраних депутатів | %     |
| ---------------------------------------------------------- | --------------------------- | ----- |
| Політична партія «Наш край»                                | 7                           | 26.92 |
| Політична партія Всеукраїнське об'єднання «Батьківщина»    | 6                           | 23.08 |
| Партія Блок Петра Порошенка «Солідарність»                 | 5                           | 19.23 |
| Політична партія «Рідний дім»                              | 3                           | 11.54 |
| Політична партія Всеукраїнське об'єднання «Свобода»        | 2                           | 7.69  |
| Політична партія «Українське Об'єднання патріотів — УКРОП» | 2                           | 7.69  |
| Радикальна партія Олега Ляшка                              | 1                           | 3.85  |

#### За округами
| № округу                                                   | Прізвище, ім'я, по батькові       | Дата нар.  | Освіта             | Партійна приналежність                                           | Відомості |
| ---------------------------------------------------------- | --------------------------------- | ---------- | ------------------ | ---------------------------------------------------------------- | --- |
| Політична партія «Наш край»                                |                                   |            |                    |                                                                  | |
| 12                                                         | Юрченко Василь Пилипович          | 27.08.1965 | вища               | безпартійний                                                     | Ладижинська міська рада, заступник начальника відділу з питань житлово-комунального господарства                                                |
| 13                                                         | Мельник Володимир Володимирович   | 11.09.1969 | вища               | безпартійний                                                     | Ладижинський дитячий будинок-інтернат, директор                                                                                                 |
| 18                                                         | Магера Ігор Васильович            | 01.06.1964 | вища               | безпартійний                                                     | Ладижинська міська рада, начальник відділу з питань надзвичайних ситуацій та цивільного захисту населення                                       |
| 25                                                         | Коломієць Олександр Станіславович | 02.04.1982 | вища               | безпартійний                                                     | Комунальне підприємство «Ладижинський комбінат комунальних підприємств», директор                                                               |
| 9                                                          | Терещук Василь Васильович         | 16.02.1968 | вища               | безпартійний                                                     | Підприємець |
| 10                                                         | Шубрат Валерій Миколайович        | 26.01.1966 | вища               | член Політичної партії «Наш край»                                | Філія «Птахопереробний комплекс» товариство з обмеженою відповідальністю «Вінницька птахофабрика», начальник дільниці служби енергозабезпечення |
| 23                                                         | Бучко Людмила Дмитрівна           | 25.04.1962 | вища               | безпартійна                                                      | Ладижинська міська рада, секретар Ладижинської міської ради                                                                                     |
| політична партія Всеукраїнське об'єднання «Батьківщина»    |                                   |            |                    |                                                                  | |
| пк                                                         | Якушин Євгеній Кузьмич            | 16.09.1939 | вища               | член політичної партії Всеукраїнське об'єднання «Батьківщина»    | пенсіонер |
| 1                                                          | Піча Віктор Сергійович            | 10.06.1970 | вища               | безпартійний                                                     | ДТЕК Ладижинська ТЕС, керівник ДС |
| 21                                                         | Вандзіляк Олександр Ярославович   | 27.08.1967 | вища               | член політичної партії Всеукраїнське об'єднання «Батьківщина»    | ДТЕК Ладижинська ТЕС, начальник відділу зв'язку                                                                                                 |
| 2                                                          | Сутик Віталій Володимирович       | 26.04.1969 | вища               | член політичної партії Всеукраїнське об'єднання «Батьківщина»    | Ладижинська ТЕС, інженер відділу зв'язку |
| 16                                                         | Великотрав Олег Володимирович     | 20.04.1967 | вища               | безпартійний                                                     | ДТЕК Ладижинська ТЕС, майстер виробничої ділянки                                                                                                |
| 10                                                         | Денисюк Оксана Якимівна           | 23.03.1967 | вища               | член політичної партії Всеукраїнське об'єднання «Батьківщина»    | ФОП Сандул Г. П., менеджер з адміністративної діяльності                                                                                        |
| ПАРТІЯ "БЛОК ПЕТРА ПОРОШЕНКА «СОЛІДАРНІСТЬ»                |                                   |            |                    |                                                                  | |
| пк                                                         | Кучер Олександр Миколайович       | 15.09.1988 | вища               | член ПАРТІЇ "БЛОК ПЕТРА ПОРОШЕНКА «СОЛІДАРНІСТЬ»                 | Громадська організація «Соціальний Центр МХП», голова правління                                                                                 |
| 8                                                          | Лишак Іван Васильович             | 25.10.1984 | вища               | безпартійний                                                     | ПрАТ «Зернопродукт МХП», начальник юридичного відділу                                                                                           |
| 26                                                         | Терелюк Василь Григорович         | 01.01.1981 | середня спеціальна | безпартійний                                                     | Філія «Переробний комплекс» ТОВ «Вінницька птахофабрика», водій навантажувач                                                                    |
| 6                                                          | Пащук Тетяна Олександрівна        | 02.05.1962 | середня спеціальна | безпартійна                                                      | Фізична особа підприємець |
| 14                                                         | Молодан- Гундяк Любов Вікторівна  | 05.02.1986 | вища               | безпартійна                                                      | Ладижинська ТЕС ДТЕК, спеціаліст відділа планово — аналітичної роботі                                                                           |
| ПОЛІТИЧНА ПАРТІЯ «РІДНИЙ ДІМ»                              |                                   |            |                    |                                                                  | |
| пк                                                         | Сагаєва Тетяна Іванівна           | 19.03.1973 | вища               | безпартійна                                                      | ДТЕК Ладижинська ТЕС, начальник ВУКП |
| 23                                                         | Жаріков Олександр Михайлович      | 01.07.1958 | середня спеціальна | безпартійний                                                     | Ладижинська ТЕС ООО «ДТЕК Сервіс», начальник охорони                                                                                            |
| 18                                                         | Алєксєєв Олексій Михайлович       | 18.12.1963 | вища               | безпартійний                                                     | ДТЕК Ладижинська ТЕС, менеджер з взаємодії з місцевими органами влади                                                                           |
| політична партія Всеукраїнське об'єднання «Свобода»        |                                   |            |                    |                                                                  | |
| пк                                                         | Гулеватий Віталій Володимирович   | 03.01.1984 | вища               | член політичної партії Всеукраїнське об'єднання «Свобода»        | Ладижинська ЗОШ № 4, вчитель |
| 4                                                          | Бобрик Василь Анатолійович        | 07.08.1976 | вища               | член політичної партії Всеукраїнське об'єднання «Свобода»        | Ладижинська загальноосвітня школа № 4, вчитель математики                                                                                       |
| ПОЛІТИЧНА ПАРТІЯ «УКРАЇНСЬКЕ ОБ'ЄДНАННЯ ПАТРІОТІВ — УКРОП» |                                   |            |                    |                                                                  | |
| пк                                                         | Бесараб Роман Васильович          | 19.05.1978 | загальна середня   | член ПОЛІТИЧНОЇ ПАРТІЇ «УКРАЇНСЬКЕ ОБ'ЄДНАННЯ ПАТРІОТІВ — УКРОП» | тимчасово не працює |
| 7                                                          | Наконечний Володимир Андрійович   | 13.10.1953 | вища               | безпартійний                                                     | пенсіонер |
| Радикальна партія Олега Ляшка                              |                                   |            |                    |                                                                  | |
| пк                                                         | Бондарчук Владислав Іванович      | 26.07.1980 | вища               | член Радикальної партії Олега Ляшка                              | Фізична особа- підприємець |

### Депутати VI скликання
За результатами місцевих виборів 2010 року депутатами ради стали:

#### За суб'єктами висування
| Суб'єкт висування                                       | Кількість обраних депутатів | %    |
| ------------------------------------------------------- | --------------------------- | ---- |
| Політична партія Всеукраїнське об'єднання «Батьківщина» | 18                          | 50   |
| Партія регіонів                                         | 12                          | 33,3 |
| Політична партія «Фронт Змін»                           | 2                           | 5,6  |
| Політична партія «Сильна Україна»                       | 1                           | 2,8  |
| Політична партія «УДАР»                                 | 1                           | 2,8  |
| Самовисування                                           | 1                           | 2,8  |
| Українська республіканська партія «Собор»               | 1                           | 2,8  |

#### За округами
| № округу                                                                             | Прізвище, ім'я, по батькові     | Дата визнання обраним | Освіта             | Партійна приналежність                                                                     | Відомості про обраного депутата                                |
| ------------------------------------------------------------------------------------ | ------------------------------- | --------------------- | ------------------ | ------------------------------------------------------------------------------------------ | -------------------------------------------------------------- |
| Партія регіонів                                                                      |                                 |                       |                    |                                                                                            |                                                                |
| б/м                                                                                  | Журба Юрій Віталійович          | 12.11.2010            | вища               | позапартійний                                                                              | відділ освіти, зав. відділом освіти                            |
| б/м                                                                                  | Волошина Олена Андріївна        | 12.11.2010            | вища               | позапартійна                                                                               | Ладижинське ТМО, зав. реанімаційним відділом                   |
| б/м                                                                                  | Максименко Євгеній Вікторович   | 12.11.2010            | середня спеціальна | позапартійний                                                                              | Ладижинська ТЕС, електрозварювальник                           |
| б/м                                                                                  | Бучко Людмила Дмитрівна         | 12.11.2010            | вища               | член Партії регіонів                                                                       | Ладижінська міська рада, секретар                              |
| б/м                                                                                  | Приходько Світлана Михайлівна   | 12.11.2010            | вища               | член Партії регіонів                                                                       | пенсіонер                                                      |
| б/м                                                                                  | Яценко Ігор Іванович            | 12.11.2010            | вища               | позапартійний                                                                              | Ладижинське територіальне медичне об'єднання, головний лікар   |
| б/м                                                                                  | Шайдюк Сергій Васильович        | 12.11.2010            | вища               | член Партії регіонів                                                                       | ВАТ «Ладижінський РМЗ», директор                               |
| б/м                                                                                  | Багнюк Михайло Віталійович      | 12.11.2010            | середня спеціальна | позапартійний                                                                              | приватний підприємець                                          |
| 4                                                                                    | Панкратьєв Юрій Олександрович   | 05.11.2010            | вища               | позапартійний                                                                              | Ладижинське Кар'єроуправління, директор                        |
| 9                                                                                    | Касіян Марія Петрівна           | 05.11.2010            | вища               | позапартійна                                                                               | Ладижинське територіальне медичне об'єднання, лікар            |
| 14                                                                                   | Гуменна Валентина Іванівна      | 05.11.2010            | вища               | позапартійна                                                                               | Ладижинське територіальне медичне об'єднання, лікар            |
| 17                                                                                   | Юрченко Василь Пилипович        | 05.11.2010            | вища               | член Партії регіонів                                                                       | міська рада, заступник начальника ЖКГ                          |
| Політична партія Всеукраїнське об'єднання «Батьківщина»                              |                                 |                       |                    |                                                                                            |                                                                |
| б/м                                                                                  | Головашич Людмила Володимирівна | 12.11.2010            | вища               | член Всеукраїнського об'єднання «Батьківщина»                                              | газета «Генерація», редактор                                   |
| б/м                                                                                  | Новіцький Василь Володимирович  | 12.11.2010            | вища               | член Всеукраїнського об'єднання «Батьківщина»                                              | Ладижинська теплоелектростанція, заст. головного інженера      |
| б/м                                                                                  | Гуцол Олександр Дмитрович       | 12.11.2010            | вища               | член Всеукраїнського об'єднання «Батьківщина»                                              | пенсіонер                                                      |
| б/м                                                                                  | Комишна Валентина Миколаївна    | 12.11.2010            | вища               | член Всеукраїнського об'єднання «Батьківщина»                                              | «Проминвестбанк», бухгалтер                                    |
| б/м                                                                                  | Підвашецький Василь Захарович   | 12.11.2010            | середня            | член Всеукраїнського об'єднання «Батьківщина»                                              | ЛЗСЦ, пропарювальник                                           |
| б/м                                                                                  | Ясінська Галина Миколаївна      | 12.11.2010            | середня            | член Всеукраїнського об'єднання «Батьківщина»                                              | тимчасово не працює                                            |
| б/м                                                                                  | Дуров Валерій Вікторович        | 12.11.2010            | вища               | член Всеукраїнського об'єднання «Батьківщина»                                              | тимчасово не працює                                            |
| б/м                                                                                  | Косяк Едуард Станіславович      | 12.11.2010            | вища               | член Всеукраїнського об'єднання «Батьківщина»                                              | «Ладижинська газета», редактор                                 |
| 1                                                                                    | Сутик Віталій Володимирович     | 05.11.2010            | вища               | член Всеукраїнського об'єднання «Батьківщина»                                              | Ладижинська теплоелектростанція, інженер                       |
| 2                                                                                    | Піча Віктор Сергійович          | 05.11.2010            | вища               | позапартійний                                                                              | Ладижинська ТЕС, начальник дільниці                            |
| 3                                                                                    | Вандзіляк Олександр Ярославович | 05.11.2010            | вища               | член Всеукраїнського об'єднання «Батьківщина»                                              | Ладижинська ТЕС, начальник цеху                                |
| 5                                                                                    | Фурманова Оксана Михайлівна     | 05.11.2010            | вища               | позапартійна                                                                               | Ладижинська ТЕС РТЦ, економіст                                 |
| 7                                                                                    | Яроменко Віталій Миколайович    | 05.11.2010            | вища               | позапартійний                                                                              | Ладижинська теплоелектростанція, начальник ПТЦ                 |
| 8                                                                                    | Денисюк Оксана Якимівна         | 05.11.2010            | вища               | член Всеукраїнського об'єднання «Батьківщина»                                              | ПП «Уманська», бухгалтер                                       |
| 10                                                                                   | Жаріков Олександр Миколайович   | 05.11.2010            | вища               | позапартійний                                                                              | Ладижинська теплоелектростанція, начальник ВОХР                |
| 12                                                                                   | Мельник Галина Павлівна         | 05.11.2010            | вища               | член Всеукраїнського об'єднання «Батьківщина»                                              | Ладижинське територіальне медичне об'єднання, медична сестра   |
| 15                                                                                   | Завальна Тетяна Василівна       | 05.11.2010            | вища               | член Всеукраїнського об'єднання «Батьківщина»                                              | дошкільний навчальний заклад «Барвінок», завідувач             |
| 16                                                                                   | Шубрат Валерій Миколайович      | 05.11.2010            | вища               | член Всеукраїнського об'єднання «Батьківщина»                                              | ТОВ «Бізнес-Квартал», головний енергетик                       |
| Політична партія «Сильна Україна»                                                    |                                 |                       |                    |                                                                                            |                                                                |
| 18                                                                                   | Мельник Володимир Володимирович | 05.11.2010            | вища               | позапартійний                                                                              | пенсіонер                                                      |
| Політична партія «УДАР (Український Демократичний Альянс за Реформи) Віталія Кличка» |                                 |                       |                    |                                                                                            |                                                                |
| 6                                                                                    | Магера Ігор Васильович          | 05.11.2010            | вища               | член Політичної партії «УДАР (Український Демократичний Альянс за Реформи) Віталія Кличка» | міська рада, начальник відділу НС та ЦЗН                       |
| Політична партія «Фронт Змін»                                                        |                                 |                       |                    |                                                                                            |                                                                |
| б/м                                                                                  | Цехмейструк Микола Дмитрович    | 12.11.2010            | вища               | член Політичної партії «Фронт Змін»                                                        | ВАТ «ЛЗСЦ», комерційний директор                               |
| б/м                                                                                  | Ковтуненко Дмитро Борисович     | 12.11.2010            | вища               | член Політичної партії «Фронт Змін»                                                        | приватний підприємець                                          |
| Українська республіканська партія «Собор»                                            |                                 |                       |                    |                                                                                            |                                                                |
| 13                                                                                   | Наконечний Володимир Андрійович | 05.11.2010            | вища               | позапартійний                                                                              | Ладижинська теплоелектростанція, заступник начальника цеху КТЦ |
| Самовисування                                                                        |                                 |                       |                    |                                                                                            |                                                                |
| 11                                                                                   | Боровик Костянтин Васильович    | 28.05.2014            | вища               | позапартійний                                                                              | Ладижинська ТЕС, в.о. начальника департаменту з безпеки        |

## Галерея

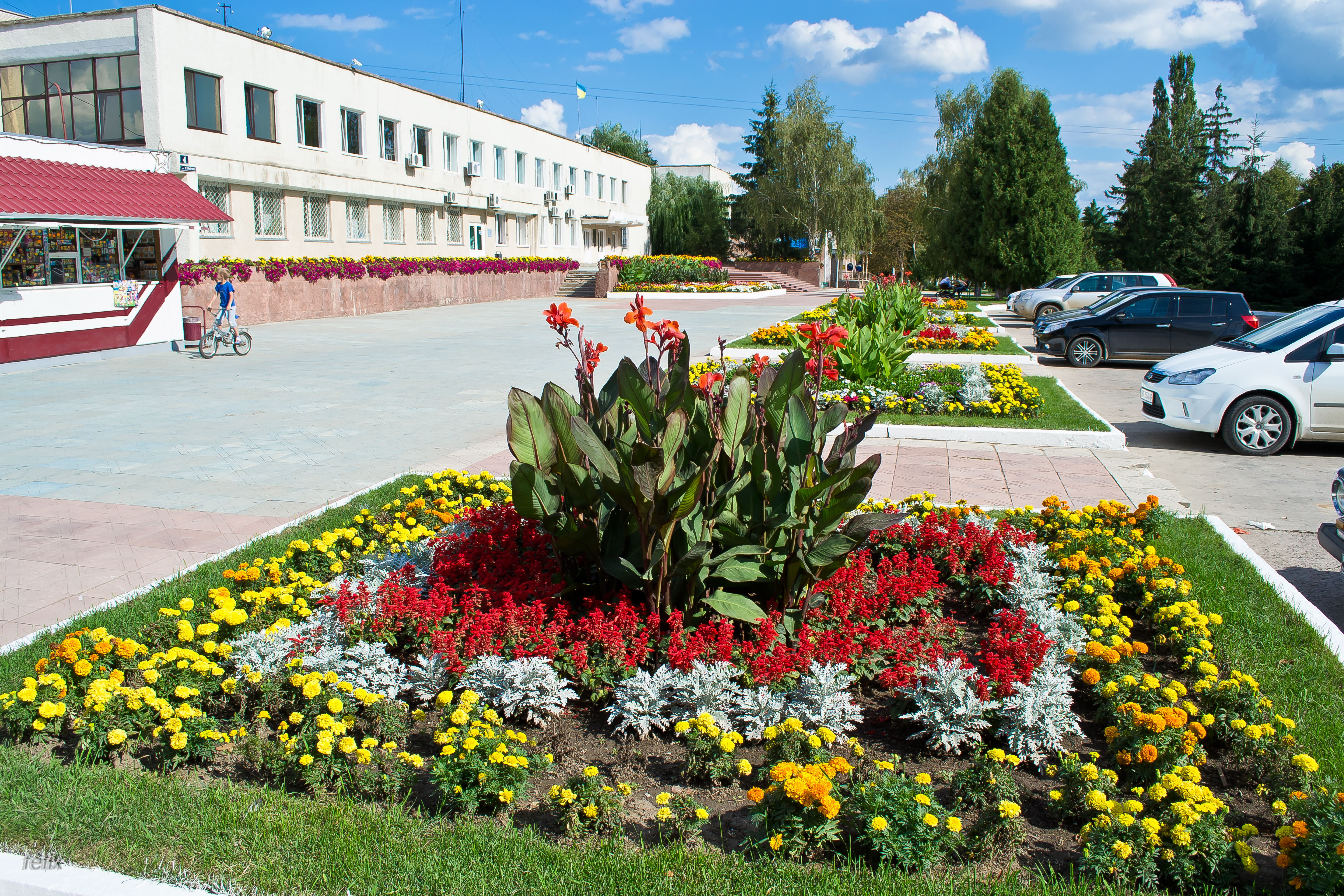
Площа перед будівлею міської ради міста Ладижин

## Цікавий факт
- Змінами до регламенту міськрада VIII скликання дозволила депутатам під час роботи використовувати нарівні із державною мовою російську[7]. Це рішення було фактично скасовано на 4-й позачерговій сесії[8], що відбулася 23 лютого 2021 року[9].